# Eben Etzebeth
Eben Etzebeth (* 29. Oktober 1991 in Kapstadt) ist ein südafrikanischer Rugby-Union-Spieler. Er spielt auf der Position des Zweite-Reihe-Stürmers für das südafrikanische Franchise Sharks und die südafrikanische Nationalmannschaft. Zu seinen Erfolgen gehören zwei Weltmeistertitel 2019 und 2023 sowie ein Turniersieg bei der Rugby Championship mit Südafrika.

## Biografie

### Vereinskarriere
Etzebeth wurde schon während der Schulzeit an der Tygerberg High School in Kapstadt als vielversprechendes Talent wahrgenommen. Er trat 2009 in die Jugendstrukturen des Provinzverbandes Western Province ein und nahm am renommierten U18-Turnier Craven Week teil. 2011 spielte er für die Ikey Tigers, die Mannschaft der Universität Kapstadt, mit der er die Universitätsmeisterschaft Varsity Cup gewann. In der zweiten Hälfte der Saison behinderte ihn jedoch eine Knöchelverletzung und er konnte für Western Province nicht am Currie Cup teilnehmen. Kaum hatte er sich erholt, folgte vor Beginn der Saison 2012 überraschend die Einberufung in den Kader der Stormers, des gemeinsamen Profi-Franchise der Westkap-Teams in der internationalen Liga Super Rugby. So gab Etzebeth sein Profi-Debüt am 26. Februar 2012 beim 39:26-Heimsieg gegen die Hurricanes. Am Ende der Saison 2013 war er dem Team der Western Province dabei behilflich, zum ersten Mal seit 2002 den Currie Cup für sich zu entscheiden – unter anderem beim 25:18-Finalsieg über die Sharks.
Eine weitere Knöchelverletzung setzte Etzebeth in der ersten Hälfte der Super-Rugby-Saison 2013 außer Gefecht, er spielte aber während der zweiten Saisonhälfte. Er bestritt auch die Schlussphase des Currie Cups, konnte aber die 19:33-Finalniederlage gegen die Sharks nicht abwenden. Um außerhalb der Super-Rugby-Spielzeiten Vereinsrugby auf einem höheren Niveau spielen zu können, unterschrieb er im Juli 2015 bei den Red Hurricanes Osaka in der japanischen Top League. Nennenswerte Erfolge blieben in den folgenden Jahren sowohl in Japan als auch bei den Stormers im Super Rugby aus. Ende 2019 wechselte er zum RC Toulon in der höchsten französischen Liga Top 14. Sein Meisterschaftsdebüt für diesen Verein gab er am 22. Dezember desselben Jahres, als er einen Versuch zum 41:19-Sieg gegen die ASM Clermont Auvergne beisteuerte. Zweimal stand er im Finale des EPCR Challenge Cup, doch Toulon unterlag sowohl 2020 den Bristol Bears als auch 2022 Lyon Olympique Universitaire.
Obwohl Etzebeth im Juli 2020 eine Vertragsverlängerung unterschrieben hatte, die ihn bis 2024 an den RC Toulon gebunden hätte, verließ er Frankreich bereits am Ende der Saison 2021/22. Er kehrte nach Südafrika zurück, um sich den Sharks anzuschließen. Er spielt mit ihnen in der expandierten United Rugby Championship, sein Vertrag läuft bis 2027.

### Nationalmannschaft
Etzebeth gehörte der südafrikanischen U20-Auswahl an und nahm mit ihr an der Juniorenweltmeisterschaft 2011 teil. Nationaltrainer Heyneke Meyer nahm ihn ein Jahr später in den Kader der südafrikanischen Nationalmannschaft für die Mid-year Internationals 2012 auf. Sein erstes Test Match bestritt er am 9. Juni als Einwechselspieler beim 22:17-Heimsieg über England. Praktisch sofort etablierte er sich als Stammspieler – mit der Folge, dass er bis zum Ende der Rugby Championship 2014 mehr Test Matches absolvierte als er Einsätze im Super Rugby und im Currie Cup zusammen vorzuweisen hatte. Außerdem debütierte er für Südafrika, bevor er überhaupt für Western Province im Vodacom Cup oder im Currie Cup zum Einsatz kam. Etzebeth war Teil des Kaders der Springboks bei der Weltmeisterschaft 2015 an. Bei dieser bestritt er die Gruppenspiele gegen Japan, Samoa, Schottland und die Vereinigten Staaten, ebenso das Viertelfinale gegen Wales und das Halbfinale gegen Neuseeland; im Spiel um Platz drei erzielte er beim 24:13-Sieg über Argentinien einen Versuch.
In der dritten Runde der Rugby Championship 2016 bestritt Etzebeth gegen Australien sein 50. Test Match für die Springboks und war mit 24 Jahren der jüngste südafrikanische Spieler überhaupt, der diesen Meilenstein erreichte. Bei drei Spielen gegen Frankreich während den Mid-year Internationals 2017 führte er die Springboks erstmals als Mannschaftskapitän an – als Ersatz für den eigentlich dafür vorgesehenen Warren Whiteley, der verletzt ausgefallen war. Diese Verantwortung übernahm er auch in allen sechs Partien der darauffolgenden Rugby Championship 2017. Im Verlauf des Turniers erlitt das Team mit einem 0:57 gegen Neuseeland die höchste Niederlage seiner Geschichte, worauf Etzebeth die Kapitänsbinde abgab.
Seine größten Erfolge mit den Springboks feierte Etzebeth zwei Jahre später. Mit Einsätzen in allen drei Spielen war er am Turniersieg bei der Rugby Championship 2019 beteiligt. Nationaltrainer Rassie Erasmus berief ihn daraufhin in den Kader für die Weltmeisterschaft 2019. Südafrika gewann das Turnier und bezwang England im Finale, wobei Etzebeth wesentlichen Anteil am Erfolg hatte. Er bestritt die Gruppenspiele gegen Neuseeland, Namibia und Italien (gegen Kanada saß er auf der Bank), ebenso das Viertelfinale gegen Gastgeber Japan, das Halbfinale gegen Wales und das Finale gegen England, das mit einem 32:12-Sieg endete. Überschattet wurde der Erfolg von einer Auseinandersetzung mit dem African National Congress, der seinen Ausschluss aus der Nationalmannschaft forderte. Etzebeth soll in Langebaan zwei dunkelhäutige Männer rassistisch beleidigt und tätlich angegriffen haben. Im November 2021 gab die National Prosecuting Authority bekannt, dass der Fall nicht mehr weiterverfolgt wird, da Etzebeth von keinem der Zeugen eindeutig identifiziert worden sei.

## Erfolge
Ikey Tigers:
- Sieger Varsity Cup: 2011

Western Province:
- Sieger Currie Cup: 2012
- Finalist Currie Cup: 2013

RC Toulon:
- Finalist EPCR Challenge Cup: 2020, 2022

Südafrika:
- Weltmeister: 2019, 2023
- Sieger Rugby Championship: 2019